# Eischeid
Eischeid ist ein Ortsteil der Gemeinde Neunkirchen-Seelscheid im Rhein-Sieg-Kreis.

## Lage
Eischeid liegt auf einem kleinen Bergvorsprung im Bergischen Land, von dem einige Bäche entspringen, u. a. der Dreisbach. Nachbarorte sind Neunkirchen im Westen, Höfferhof im Norden, Krawinkel im Osten und Oberhorbach im Süden.

## Geschichte
Das Dorf gehörte bis 1969 zur Gemeinde Neunkirchen.
1830 hatte Eischeid 240 Einwohner. 1845 hatte das Dorf 296 katholische Einwohner in 53 Häusern. 1888 gab es 216 Bewohner in fünfzig Häusern.
Am 25. April 1887 wurde eine Schule im Ort eingeweiht.
1901 hatte das Dorf 182 Einwohner. Genannt sind 40 Familien, davon 28 Ackerer. Neben vielen Handwerkern und Kleinhändlern sind ein Wirt Heinrich Wilhelm Herchenbach, Lehrer Franz Kamp und Gutsbesitzer Wilhelm Sommerhäuser verzeichnet.

## Link
- Homepage des Dorfvereins